# Spraktjärnen (Lysviks socken, Värmland)
Spraktjärnen är en sjö i Sunne kommun i Värmland och ingår i Göta älvs huvudavrinningsområde. Sjön har en area på 0,113 kvadratkilometer och ligger 289,2 meter över havet. Sjön avvattnas av vattendraget Råmyrabäcken.

## Delavrinningsområde
Spraktjärnen ingår i det delavrinningsområde (666422-135311) som SMHI kallar för Mynnar i Stora Lisjön. Medelhöjden är 242 meter över havet och ytan är 13,01 kvadratkilometer. Det finns inga avrinningsområden uppströms utan avrinningsområdet är högsta punkten. Råmyrabäcken som avvattnar avrinningsområdet har biflödesordning 4, vilket innebär att vattnet flödar genom totalt 4 vattendrag innan det når havet efter 349 kilometer. Avrinningsområdet består mestadels av skog (77 procent). Avrinningsområdet har 0,11 kvadratkilometer vattenytor vilket ger det en sjöprocent på 0,9 procent.